# Berowo
Berowo (maced. Берово) – miasto we wschodniej Macedonii Północnej, na północnych stokach pasma górskiego Maleszewska Płanina, nad granicą z Bułgarią. Ośrodek administracyjny gminy Berowo. Liczba mieszkańców - 7002 osoby (91,5% Macedończyków, 6,5% Romów) 2002.
Berowo jest  ważnymi ośrodkiem rzemiosła, rolnictwa i turystyki. Istnieją plany otwarcia w okolicy przejścia granicznego do Bułgarii. W mieście znajduje się żeński monaster pw. Archanioła Michała.